# Znakovni ROM
Znakovni ROM ili znakovna memorija je posebna računarska memorija u kojem se čuvaju matrica jedinica i nula koja omogućava prikaz ASCII ili nekog drugog znakovnog sitema na zaslonu. Znakovni ROM bio je sastavni dio memorijskih mapa računarskih sistema ili pisača. Tokom 1970-tih i 1990-tih znakovna memorija se pohranjivala u posebne ROM memorijske jedinice. Kasnijim razvojem računarskih sistema i pojavom fleksibilnijih znakovnih sistema i složenijih operacijskih sustava, znakovni ROM gubi svoju primjenu kao zasebni dio grafičke ili znakovne memorije nekog računarskog sistema. Znakovni ROM danas(2014.) se može pronaći u BIOS-u nekog računarskog sistema koji omogućava rad na matičnoj ploči računala ili na nekom sistemu i sklopu nekog račuarskog sistema ili podsistema bez potrebe korištenja operacijskog sustava. Znakovni ROM se također koristi u sistemima s ograničenom memorijom ili u sistemima koji imaju posebnu ili ograničenu namjenu kao na primjer kod malih LCD i sličnih uređaja. Uobičajene matrice za znakovni ROM su u sljedećem obliku (stubac x redovi): 5x7, 6x8, 7x9, 8x8, 12x9, ili 16x16.